# Institut za međunarodno pravo
Institut za međunarodno pravo (fra. Institut de droit international) je isključivo akademsko udruženje koje se bavi proučavanjem i razvojem međunarodnog prava, a članovi su mu vodeći međunarodno priznati pravni stručnjaci.

## Svrha Instituta
Svrha instituta je promicanje razvoja međunarodnog prava u skladu s pravnom svijesti civiliziranog svijeta, nastojeći kodificirati međunarodno pravo na načelima koji su u skladu s potrebama suvremenog društva. Institut se, u skladu sa svojim nadležnostima, bavi pravnom regulativom u miru, ali i primjenom prava u ratnu. Isto tako, Institut se bavi izučavanjem poteškoća u tumačenju ili primjeni prava te, u slučaju potrebe, daje svoje mišljenje u nejasnim i spornim slučajevima.

## Povijest Instituta
Institut za međunarodno pravo je utemeljen 8. rujna 1873. u lučkom gradu Gentu u Belgiji. Jedanaest poznatih međunarodnih pravnika je odlučilo stvoriti ustanovu koja će biti nezavisna od bilo kakvog vladinog utjecaja i koja će moći doprinositi razvoju međunarodnog prava i djelovati tako da se to pravo primjeni u praksi.
Institut se načelno sastaje svake dvije godine, a između sjednica njegovo Stručno povjerenstvo proučava predmete koji su odabrani na prethodnoj sjednici. Rad Povjerenstva se raspravlja na sjednicama i, ako je potrebno, usvajaju se rezolucije koje imaju normativni karakter. Te se rezolucije dostavljaju vladinim institucijama, međunarodnim organizacijama i znanstvenoj zajednici. Na taj način Institut ističe lex lata (ono što pravo jest) kako bi promicao njegovu primjenu, ali Institut ponekad donosi i rješenja de lege ferenda (ono što bi pravo trebao biti) kako bi doprinosio rezvoju međunarodnog prava.
Veliko priznanje svakako je i Nobelova nagrada za mir koju je Institut dobio 1904. za svoje djelovanje pri arbitraži među državama, tj. miroljubivom načinu rješavanja sporova.
Članak 11. Statuta određuje da sjedište Instituta treba biti u domicilnom gradu Glavnog tajnika Instituta, tako da je do sada njegovo sjedište bilo: u Gentu (tri puta), u Bruxellesu (četiri puta), u Lausanneu, Louvainu (dva puta), Haagu, Ženevi (dva puta), Parizu, a trenutno je (od 2003.) u gradiću Grez-Doiceau u Belgiji.

## Vanjske poveznice
- Web stranica Instituta za međunarodno pravo  Arhivirana inačica izvorne stranice od 18. listopada 2010. (Wayback Machine), na engleskom i francuskom